# The Spirit of the Beehive
The Spirit of the Beehive es una banda estadounidense de Filadelfia, Pensilvania. El grupo toma su nombre del título de la película española de 1973 dirigida por Víctor Erice
La banda presenta a Zack Schwartz, miembro anterior de Glocca Morra. Su álbum debut homónimo fue publicado en 2014. Un EP llamado You Are Arrived (but You've Been Cheated) fue publicado en 2015. En 2017, la banda su segundo álbum de larga duración llamado Pleasure Suck a través de Tiny Engines. Su tercer álbum, Hypnic Jerks, fue publicado a través de Tiny Engines en 2018. Su cuarto álbum, Entertainment, Death fue lanzado el 9 de abril de 2021 en Saddle Creek.

## Miembros

### Miembros actuales
- Zack Schwartz – voz principal, guitarra, sampler, teclado
- Rivka Ravede – voz principal, bajo eléctrico, percusión
- Corey Wichlin – teclado, sampler, guitarra, batería, coros

### Miembros anteriores
- Justin Fox – guitarra, teclado (2014–2017)
- Timothy Jordan – guitarra, voz principal y coros (2014–2016)
- Phil Warner – teclado, guitarra, percusión (2017–2018)
- Derrick Brandon – teclado, sampler, guitarra, percusión (2018–2019)
- Kyle Laganella – guitarra (2018–2020)
- Pat Conaboy – voz principal y coros (2014–2016), batería y percusión, batería electrónica (2014–2020)

## Discografía
Álbumes de estudio
- The Spirit of the Beehive (2014)
- Pleasure Suck (2017)
- Hypnic Jerks (2018)
- Entertainment, Death (2021)